# Rottach (Isar)
Die Rottach ist ein etwa 13 km langer linker Zufluss der Isar nahe der Rothmühle der Gemeinde Königsdorf im oberbayerischen Landkreis Bad Tölz-Wolfratshausen. Sie wird auch am Oberlauf Kleiner Rothbach und am Unterlauf Großer Rothbach genannt.

## Geographie

### Verlauf
Die Rottach entsteht östlich des Wackersberger Weilers (Ober-)Rothenrain auf etwa 635 m ü. NHN in den südlichen Huppenberger Filzen. Sie wird am Oberlauf Kleiner Rothbach genannt und fließt zunächst südsüdwestwärts neben einem bei Rothenrain bis auf etwa 670 m ü. NHN aufragenden Höhenzug, der in derselben Richtung zieht. Beim kleinen Wackersberger Ort Wolfsöd umrundet der Bach das Ende des Höhenrückens, fließt dabei kurz auf dem Gebiet der Gemeinde Bad Heilbrunn und an dessen Rand und wendet sich dabei auf zunächst nordnordöstlichen Lauf an der anderen Seite des Höhenrückens. Dabei folgt dem Gewässer lange die Gemeindegrenze von Bad Heilbrunn zu Königsdorf linksseits zu Wackersberg rechtsseits. Die Talsenke der Rottach ist bis zum Ende dieses Abschnitts längstenteils von einem Moorgebiet erfüllt, das sie in kleinen Schlingen durchzieht und worin ihr viele Gräben zulaufen, was ihrem Gewässer seine braune Farbe gibt. 
Schließlich tritt die Rottach für das letzte Stück ihres nordwärts ziehenden Unterlaufs Großer Rothbach ganz auf Königsdorfer Gebiet über. Sie passiert die etwas rechtsseits liegende Rothmühle der Gemeinde, dort wird zu dieser hin der kurze Obere Rothbach (!) abgeleitet, dessen Wasser bald den Mühlbach speist. Schließlich mündet die Rottach auf etwa 607 m ü. NHN etwa 1,3 km nordnordwestlich der Rothmühle von links und kurz nach dem genannten Mühlbach in die Isar.

### Zuflüsse
Neben zahlreichen anderen Gräben laufen der Rottach nacheinander die folgenden Nebenbäche zu. Auswahl.
- Lechnerbach, von links und Südosten westlich von Wackersberg-Fischbachmühl
- Leitenbach, von links und Süden östlich von Wackersberg-Wolfsöd
- Bernwieser Bach, von links und insgesamt Westsüdwesten Ende der Laufkehre bei Wolfsöd
- Saubach, von links und Nordwesten südöstlich von Königsdorf-Kreut